# Écuras
Écuras is een gemeente in het Franse departement Charente (regio Nouvelle-Aquitaine) en telt 626 inwoners (2004). De plaats maakt deel uit van het arrondissement Angoulême. In de zomer verblijven enkele honderden Nederlanders in Écuras, in het vakantiedorp Village Le Chat. Een aantal Nederlanders woont (semi-)permanent in en rond Écuras.

## Geografie
De oppervlakte van Écuras bedraagt 24,2 km², de bevolkingsdichtheid is 25,9 inwoners per km².
De onderstaande kaart toont de ligging van Écuras met de belangrijkste infrastructuur en aangrenzende gemeenten.

## Demografie
Onderstaande figuur toont het verloop van het inwonertal (bron: INSEE-tellingen).